# گور آسیایی
گور آسیایی، گورخر آسیایی یا خر وحشی آسیایی (نام علمی: Equus hemionus)، نام یک گونه از سرده اسب‌ها است که در آسیا زندگی می‌کنند. این گونه شامل شش زیرگونه است که از بین این زیرگونه‌ها، زیرگونه‌های گورخر سوری و الاغ اروپایی منقرض شده‌اند. چهار زیرگونهٔ دیگر گورخر مغولی، گورخر ترکمنی، گورخر ایرانی و گورخر هندی می‌باشند.